# Federal Reserve Bank of Cleveland

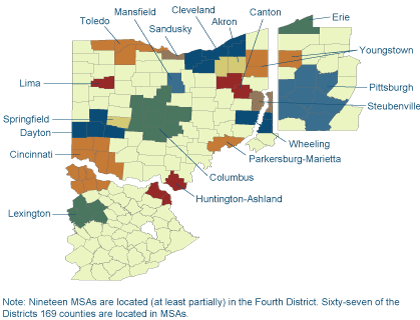
Det fjärde distriktet som Cleveland Fed har hand om.

Federal Reserve Bank of Cleveland, kallas Cleveland Fed,  är en regional centralbank inom USA:s centralbankssystem Federal Reserve System. De har ansvaret för det fjärde distriktet i centralbankssystemet, vilket innebär att de har ansvaret för delar av delstaterna Kentucky, Ohio, Pennsylvania och West Virginia. Cleveland Fed använder sig av bokstaven D och siffran 4 för att identifiera sig på de dollar-sedlar som används i distriktet. De har sitt huvudkontor i Cleveland i Ohio och leds av Beth M. Hammack.

## Historik
Federal Reserve System har sitt ursprung från den 23 december 1913 när lagen Federal Reserve Act signerades av USA:s 28:e president Woodrow Wilson (D). Den 2 april 1914 meddelade Federal Reserve System att distrikten var bestämda och vart de regionala centralbankerna skulle vara placerade. Den 18 maj grundades samtliga tolv regionala centralbanker medan den 16 november öppnades dessa officiellt.

## Ledare
Källa: 
* = Ordförande för Federal Reserve System.
|             | Person              | Period    |
| ----------- | ------------------- | --------- |
| Bankchefer  |                     |           |
|             | Elvadore R. Fancher | 1914–1935 |
|             | Matthew J. Fleming  | 1935–1936 |
| Presidenter |                     |           |
|             | Matthew J. Fleming  | 1936–1944 |
|             | Ray M. Gidney       | 1944–1953 |
|             | Wilbur D. Fulton    | 1953–1963 |
|             | W. Braddock Hickman | 1963–1970 |
|             | Willis J. Winn      | 1970–1982 |
|             | Karen N. Horn       | 1982–1987 |
|             | W. Lee Hoskins      | 1987–1991 |
|             | Jerry L. Jordan     | 1992–2003 |
|             | Sandra Pianalto     | 2003–2014 |
|             | Loretta J. Mester   | 2014–2024 |
|             | Beth M. Hammack     | 2024–     |